# Sainte-Croix-de-Quintillargues
Sainte-Croix-de-Quintillargues là một xã thuộc tỉnh Hérault trong vùng Occitanie phía nam nước Pháp.